# Fritschův–Buttenbergův–Wiechellův přesmyk
Fritschův–Buttenbergův–Wiechellův přesmyk je přesmyková reakce 1,1-diaryl-2-brom-alkenů se silnou zásadou, například alkoxidem, za vzniku 1,2-diaryl-alkynů.
Tento druh přesmyku lze provést i u substrátů s alkylovými skupinami.

## Mechanismus
Silná zásada odštěpí vinylový vodík, ze vzniklého meziproduktu se po alfa eliminaci vytvoří vinylový karben. Následuje 1,2-arylová migrace za vzniku 1,2-diarylalkynu.

## Rozsah
V jedné studii byl Fritschův–Buttenbergův–Wiechellův přesmyk použit na přípravu polyynů: Acetylidový meziprodukt byl zachycen jodmethanem, který sloužil jako elektrofil. Produktem reakce byla biomolekula, kterou lze nalézt v dvouzubci chlupatém (Bidens pilosa).